# Morosaphycita oculiferella
Morosaphycita oculiferella är en fjärilsart som först beskrevs av Edward Meyrick 1879b.  Morosaphycita oculiferella ingår i släktet Morosaphycita och familjen mott. Inga underarter finns listade i Catalogue of Life.

## Bildgalleri

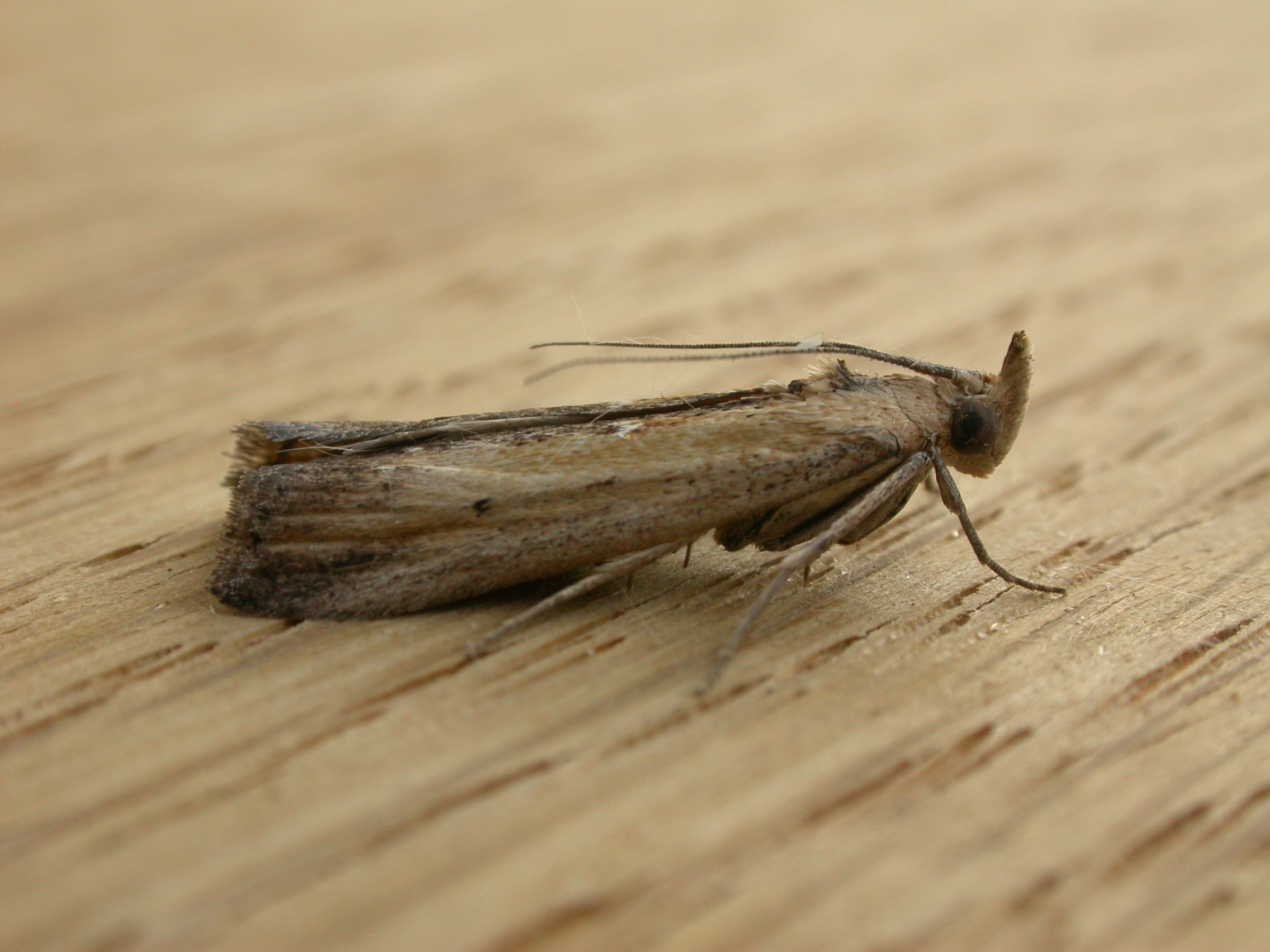